# William Hilton

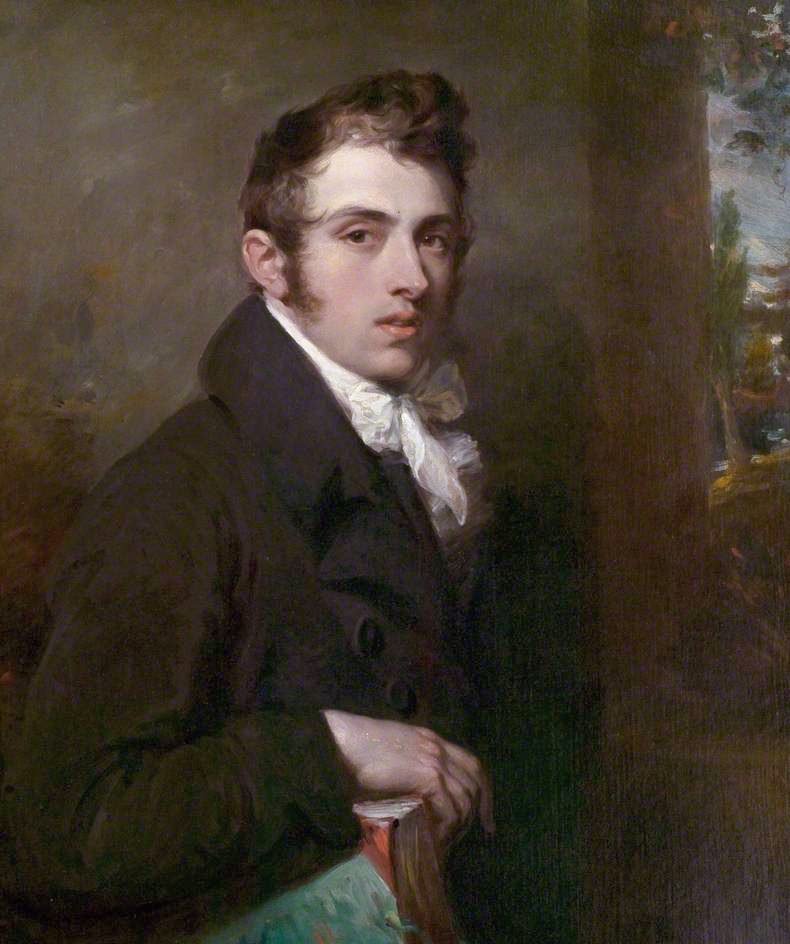
Selbstbildnis

William Hilton (* 3. Juni 1786 zu Lincoln, Lincolnshire; † 30. Dezember 1839 in London) war ein englischer Maler.

## Leben
Hilton war der Sohn eines Porträtmalers. Er war zunächst Schüler des Kupferstechers John Raphael Smith, dann seit 1800 der Royal Academy of Arts und wandte sich schließlich der Historienmalerei höheren Stils zu. Er erhielt nach mehreren Arbeiten mythologischen Inhalts für das Bild Schlüsselübergabe von Calais an König Eduard III. (1810) einen Preis von 50 Guinees.
Darauf widmete er sich der christlichen Kunst, bis eine Italienreise 1818 in ihm die Lust zur Wiederaufnahme mythologischer und historischer Gegenstände erweckte. Er wurde 1820 zum Mitglied der Akademie gewählt und starb 1839 in London.

## Werke
- Der bethlehemitische Kindermord
- Mönche, den Leichnam des Königs Harald findend
- Jakob und seine Söhne
- Una und die Satire
- Raub der Proserpina